# ستيفان ماير
ستيفان ماير (بالإنجليزية: Stefan Meyer)‏ (و. 1985 – م) هو لاعب هوكي الجليد، من كندا، ولد في مدسين هات.

## روابط خارجية
- ستيفان ماير على موقع دوري الهوكي الوطني (الإنجليزية)
- ستيفان ماير على موقع قاعة مشاهير الهوكي (لاعب أن.إتش.أل) (الإنجليزية)
- ستيفان ماير على موقع EliteProspects.com (الإنجليزية)
- ستيفان ماير على موقع HockeyDB.com (الإنجليزية)
- ستيفان ماير على موقع Hockey-Reference.com (الإنجليزية)